# Adalbertia castiliaria
Adalbertia castiliaria är en fjärilsart som beskrevs av Otto Staudinger 1901. Adalbertia castiliaria ingår i släktet Adalbertia och familjen mätare. Inga underarter finns listade i Catalogue of Life.